# Сурья
Су́рья (санскр. सूर्य Sūrya «солнце») — Бог солнца в индуизме.
В ведийский период одно из трёх главных божеств наряду с Индрой и Агни; в пост-ведийский период эпитет Вишну, с образом которого произошло слияние бога солнца (Сурья-Нараяна); а также характеристика других божеств, символизирующая их лучезарность и светоносность (Сурья-Шива или Сурья-Ганеша).
Известен под другими именами: «Божественный податель жизни», Дина-Кара («Создатель дня»), Габхастиман («лучезарный»), Карма-Сакши («Свидетель деяний»), Сурья-Нараяна («воплощение Вишну»). Сурью наделяют эпитетами, характерными для других ведийских божеств: Савитри, Рави, Савитар, Вивасват, Индра, Дхатр (или Дхатар, другое имя Праджапати), Парджанья, Тваштри, Пушан, Арьямана, Аншуман, Варуна и Митра.
Поклонение солнцу известно с ведийского периода, оно сохраняется до наших дней. Верующие приветствуют Сурью каждое утро на рассвете, повернувшись лицом на восток и предлагают ему в дар воду (или воду из Ганги), а также цветы (красные лотосы).

## Сурья введийской религии

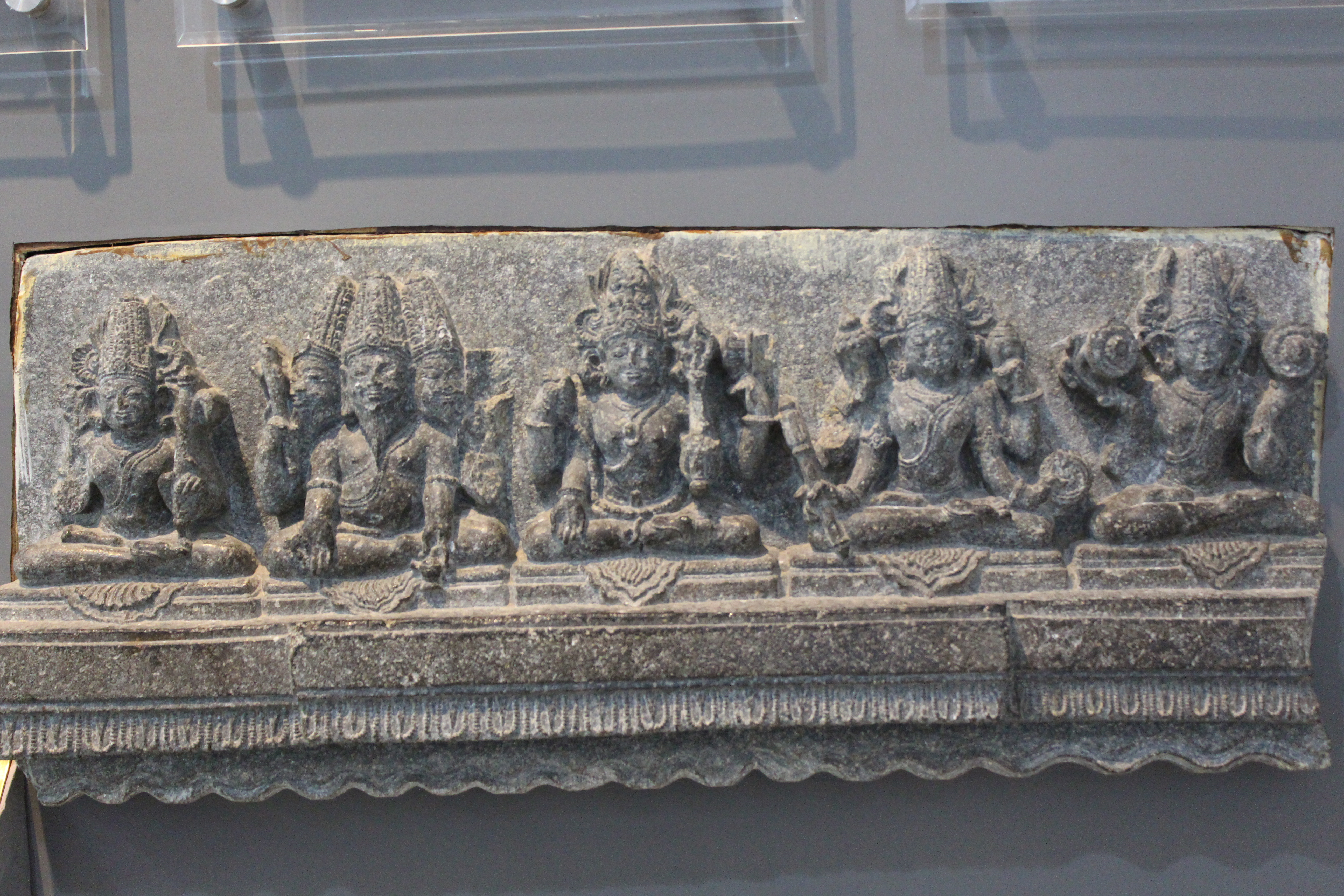
Ведийский пантеон (слева направо): Индра, Брахма, Шива, Вишну и Сурья. Из коллекции Музея Конарка

В ведийский период Сурья считался сыном Дьяуса и Адити, один из братьев-Адитьев. В «Ригведе» ему посвящено десять гимнов. Сурью почитали как носителя света, целителя, а также как всевидящее око богов и небесного стража. Кроме того, бог Солнца одновременно был и богом судьбы, поскольку от Солнца зависело плодородие и выживание. Его атрибутом стала колесница, запряжённая семью лошадьми, олицетворяющими солнечные лучи. Супругой Сурьи стала Санджи (Sanja), дочь божественного мастера Вишвакармана. Сурья иногда представляется как отец, муж или возлюбленный прекрасной Уши (Usha), богини рассвета.
Первоначально, считаясь сыном Дьяуса, Сурья входил в триаду ведийских богов наряду со своими братьями Индрой и Агни. Он также был частью триады природных сил вместе с Агни и Ваю. Как Солнце в неподвижной Вселенной он почитался как бог всего, что движется. Он устраняет тьму, согревает мир, даёт пищу и дарит жизнь. Его свет избавляет от тьмы, проказы и нищеты.
Большинство имён Сурьи, скорее всего, в прошлом были именами других солнечных божеств (Савитар, Пушан, Савитри, Вивасват и другие). Они отражали отдельные аспекты солнечного цикла или его божественные свойства. Например, движущийся, защитник скота, восход и заход солнца. В последующем они слились с образом Сурьи и стали его аспектами. Культ Сурьи был широко распространён в ведический и пуранический периоды. Его глазами являются Варуна (Луна) и Митра (Солнце). Как божество судьбы Сурья является свидетелем сущего: ему ведомо всё происходящее на Земле. Он дарует бессмертие богам и направляет жизнь смертных существ. Его божественное сияние разрушает тьму. Обращение к Сурье способно излечить от болезни и изгнать злых духов.
В пост-ведийский период Сурья утрачивает самостоятельное значение и становится одним из хранителей мира — локапал, отвечающих за стороны света. Вместе с ним локапалами стали Индра (восток), Агни (юго-восток), Яма (юг), Варуна (запад), Ваю (северо-запад), Кубера (север), Сома (северо-восток). Сурья как локапала отвечает за юго-запад. Как и другие локапалы, он восседает на слоне, который помогает ему защищать сторону света.

## Сурья в мифологии
Сурье посвящена группа космогонических писаний или упа-пуран, называемых Сурья-пурана (Surya purana) или Саура-пурана (Saura purana).
В мифах о Вивасвате Сурья женился и остался наедине со своей супругой, которая не выносила его ослепительный свет и жар. Супругой Сурьи была Санджа, дочь мастера Вишвакармана. Она успела родить ему троих детей до своего бегства от невыносимого света. На своё место Санджа пригласила богиню тени, служанку Чхайю (Chhaya). В некоторых источниках место Санджи заняла Ашвини (Aswini), которая стала матерью близнецов Ашвинов. Прошло некоторое время, прежде чем Сурья понял, что рядом с ним находится не его жена. Он обратился в жеребца, искал и нашёл Санджу, которая принимала форму кобылы. Супруги воссоединились только после того, как её отец, мастер Вишвакарман, сократил лучи и жар Сурьи на одну восьмую от первозданного состояния Сурьи.
В некоторых легендах Сурью называют отцом Ашвинов и отцом близнецов Яма и Ями, а также отцом обеих пар близнецов. Сурья — отец богинь Калинди и Мадри, которые затем стали жёнами Кришны. Героиня «Махабхараты», Кунти, известная как Притха, выбрала Сурью как одного из пяти её возлюбленных.
Сурья является источником напитка бессмертия, амриты, которую он передаёт Соме, лунному богу. Как и с Сомой, между Сурьей и бессмертным демоном Раху существует вражда. В результате противостояния между Раху и Сурьей демон в соответствии с космическим циклом периодически проглатывает Сурью (см. киртимукха). Когда Сурью преследовал демон Раху, Брахма, не желая, чтобы Сурья в пылу сражения сжёг весь мир, повелел Гаруде отнести своего брата Аруну в солнечную колесницу, чтобы тот своим телом заслонял мир от жгучих лучей. В результате Аруна стал возничим Сурьи и божеством утренней зари. Сурья упоминается в Махабхарате и входит в значительное число сюжетов. Сурья является отцом Карны, одного из главных героев эпоса. Сурья пытается изменить судьбу Карны, которому суждено пасть в битве Пандавов с Кауравами на Курукшетре. В Ригведе упоминается, как Индра в сражении победил Сурью, украв у него огненное колесо. Аналогично, в Махабхарате в финальном сражении двух величайших героев сын Индры Арджуна побеждает Карну (сына и частичное воплощение Сурьи), когда колесо его колесницы увязло в земле.

## Сурья в индуизме

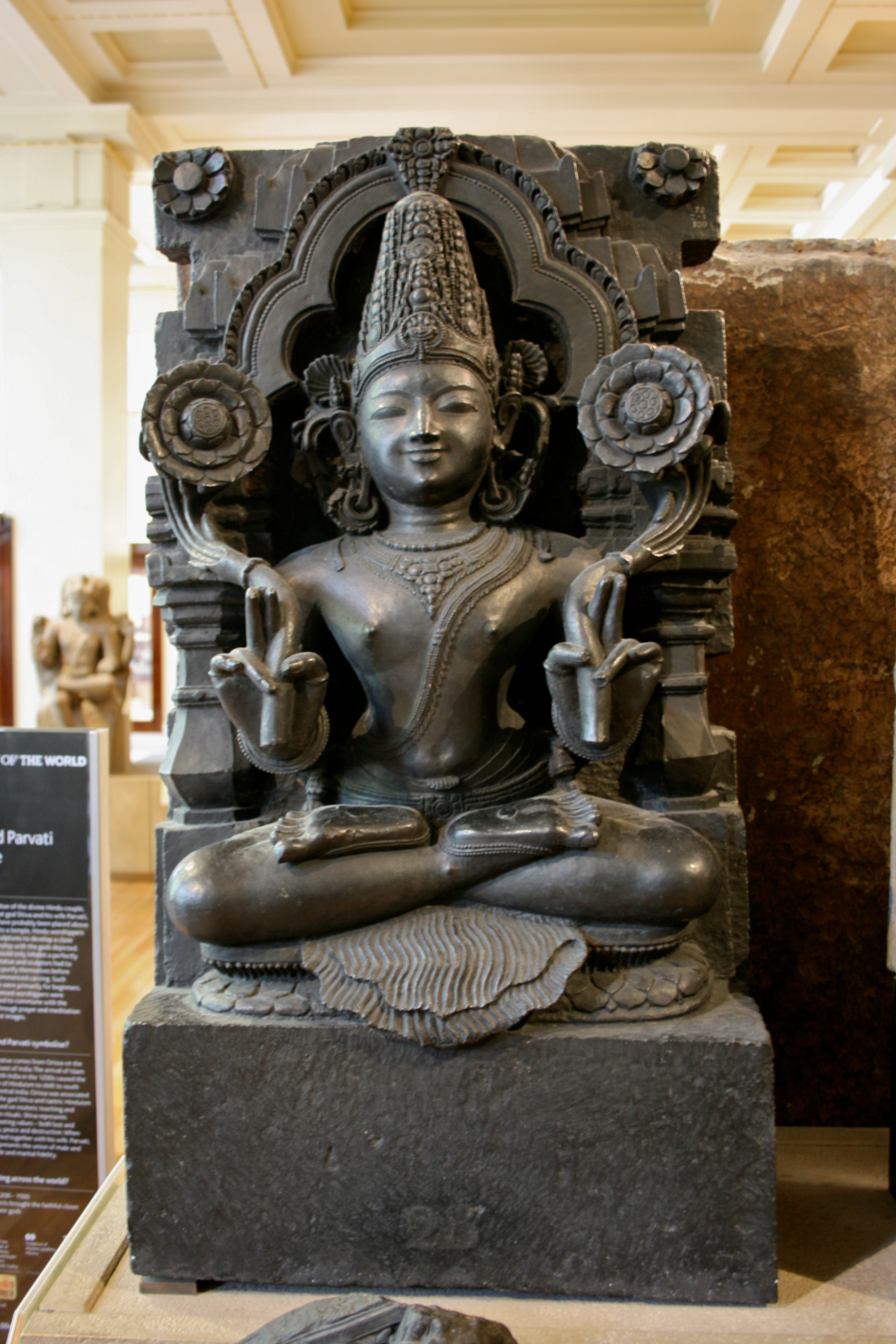
Сурья-Нараяна. Конарк, XIII век. Из коллекции Британского музея

Понятие света играет одну из ключевых ролей в индуизме. Для обозначения света используются различные термины, такие как «джьоти» (jyotis), «прабха» (prabha), «пракая» (prakaya), «пратибха» (pratibha), «дипти» (dipti), «канти» (kanti), «йобха» (yobha) и другие. Понятие света используется в понимании святости или священности, наивысший духовный опыт именуется «просветлением». В одной из старейших и самых известных ведийских молитв, Гаятри-мантре или солнечной мантре, к богу обращаются с призывом вести от тьмы невежества к свету духовного знания. В Гаятри-мантре молящийся просит Солнце осветить его разум.
В индуизме Сурья стал носить характер эпитета главных божеств. Иными словами, из ведийского божества он превратился в качественный признак. Индуизм унаследовал поклонение Сурье в новых, пост-ведийских культах, прежде всего Вишну. В Вишну-сахасранаму (1000 имен Вишну) вошли эпитеты Сурьи: Джьоти (светящийся), Рави (полуденное Солнце), Вирочана (сияющий), Савитар (наделяющий жизнью), а также само имя Сурьи. Одна из форм Вишну, называемая Сурья-Нараян, имеет иконографию, аналогичную Сурье на солнечной колеснице. Три шага Тривикрамы, воплощения Вишну, которыми тот охватил все миры, отождествляются с путешествием солнца от восхода до полудня и заката.
Более того, все главные божества индуизма получили эпитеты Сурьи: «пракаятман» (prakayatman) или самосветящийся, «бхаскара» (bhaskara) или солнечный, святящийся и т. д. В частности, Шива в аспекте Батара-Гуру и Шивы-Сурьи почитается как бог Солнца. Состояние божественности стало описываться световыми характеристиками.

## Иконография Сурьи
В животном мире Сурья изображается как козёл или лошадь, иногда как летящий орел. В символическом виде Сурья предстаёт низкорослым или безногим человеком, чей образ иногда сводится к одной голове. В антропоморфной форме Сурья изображается человеком, обладающим тёмно-красным цветом кожи. У него три глаза и четыре руки. Две руки держат лотосы, третья и четвёртая рука показывают мудры (жесты) благословения и избавления от страхов. Изображение Сурьи может отражать солнечный характер божества: у него сверкающие золотые волосы и руки. Сам он восседает на золотой колеснице, запряжённой семью красными кобылами или одной кобылой, но с семью головами. Лошади олицетворяют семь солнечных лучей или цвета радуги, рождающейся от солнца. Колесничими являются братья-близнецы, его сыновья Ашвины.
Иконографические требования к образу Сурьи излагаются в Матсья-пуране. В пуране оговаривается, что бог Солнца должен изображаться как сидящий на цветке лотоса с двумя руками, держащими лотосы. Сурья должен иметь красивые глаза и сидеть в колеснице, запряженной семью лошадьми. Ноги должны быть блестящими, а две другие фигуры, называемые Данди и Пингала, размещаться рядом в качестве стражей с мечами в руках. Возле Сурьи должен находиться Брахма, а сам Сурья быть окружен несколькими дэвами (полубогами). Аруна, колесничий Сурьи, должен быть великолепен как лепестки лотоса. По обеим сторонам от Аруны располагаются крепкие лошади с длинными шеями и колокольчиками. Сурья либо должен сидеть на троне из лотоса, либо находиться в колеснице.
Символом Сурьи считается свастика, которая в период расцвета солнечного культа олицетворяла щедрость, великодушие, благородство. В групповой композиции Сурья может представляться вместе с демоном по имени Раху. Демон, поглощающий Сурью, символизирует солнечное затмение или смену дня и ночи.
Средневековая иконография Сурьи различалась на Севере и на Юге Индостана. На Севере его изображали облачённым в короткое одеяние с поясом на талии, коротким мечом в ножнах, заткнутым за пояс, ноги обуты в сапоги. В Северной Индии его считали единственным богом, носящим обувь. В Южной Индии Сурью изображали босым с цветами лотоса в руках. Над драгоценной короной Сурьи в X—XI веках изображалась маска киртимукха.
| |                                                                                | |                                                                       |
| Сурья с цветами лотоса. Западная Бенгалия периода династии Пала, XII век. Из коллекции Музея Салар Джунг (Хайдарабад). | Современное изображение Сурьи: Шри Сурья Бхагаван. Плакат, Индия, 1940-е годы. | Огненный Сурья на колеснице с кобылой о семью головах. Пенджаб, XIX век. Из коллекции Музея Виктории и Альберта (Лондон) | Сурья в форме головы с вайшнавской тилакой. Дворец в Удайпуре, Индия. |

## Женская ипостась: Сурья-Баи
Женская ипостась Сурьи называется «Сурья-Баи» (Surya-Bai). Она считается богиней Солнца, рождённой от солнечного бога Савитара. Сурья-Баи является женой Сомы, лунного бога. В некоторых легендах Сурья-Баи представлена как супруга богов-близнецов света, Ашвинов. Её также считали возлюбленной лунного бога Чандры. В ведийской мифологии она может олицетворять солнце в день зимнего солнцестояния и быть женой Пушана и Ашвинов. В некоторой иконографии Сурья изображается восседающем на колеснице, запряжённой тремя лошадями, а колесничими выступают близнецы света, Ашвины. Группа из трёх божеств символизирует рассвет, полуденное солнцестояние и вечер. Соответственно, женская ипостась Сурьи отождествляется с рассветом. Близким к Сурья-Баи образом является персидская богиня огня Анахита (Anahita).

## Поклонение и храмы
Поклонников Сурьи именуют «сауры» (Sauras), традиция которых была широко распространена по всей Индии в период правления Гуптов. Члены правящей семьи поклонялись Сурье как верховному божеству. Веды содержат ряд гимнов Сурье, а также описание других солнцеподобных божеств. В эпосе «Махабхарата» упоминаются поклонники солнца.
Течение Сауров, несмотря на то, что берет свое начало ещё с времен Вед, по численности в настоящее время значительно уступает Шиваизму, Шактизму, Вайшнавизму.
Сауры верят, что поклонение Сурье, как воплощению Высшей Истины, может принести совершенное знание и мокшу — освобождение души от цикла перерождений. Как и все индуисты они проводят ритуалы в честь Сурьи (пуджи, хомы), наносят его символы по телу (круглый красный тилак на лбу) и повторяют мантру Сурьи. Многие индуисты поют Гаятри-мантру в честь Солнца. Ортодоксальные брахманы ради благословения Сурьи повторяют Гаятри-мантру трижды в день. Солнце воспевается как Брахма утром, Вишну в полдень и Шива вечером.
Основные тексты, где превозносится Сурья и даются способы его почитания — это гимны Вед, Бхавишья Пурана, Сурья Упанишада. При почитании Сурьи в пуджах брахманы используют Саура-агамы. Одним из самых известных молитвенных гимнов, посвященных Солнцу, является Адитья-хридая стотра, которую услышал Рама от риши Агастьи перед битвой с Раваной. Она приводится в Рамаяне в Юддха Кханде.
Сурье посвящена специальная пуджа в честь пяти богов, так называемая «панчаятана-пуджа» (pancayatana puja). Пуджу пяти богов в индуизм ввёл основатель адвайты Шанкара, в ней одновременно поклоняются Ганеше, Сурье, Вишну, Шиве и Деви. Считается, что панчаятана-пуджа была придумана для примирения разных традиций индуизма. Она призвана символизировать, что различные божества являются проявлением единой Высшей реальности или Брахмана. Наряду с Вишну, Шивой, Шакти и Ганешей Сурья фигурирует как одно из пяти божеств, которым поклоняются последователи смартизма.

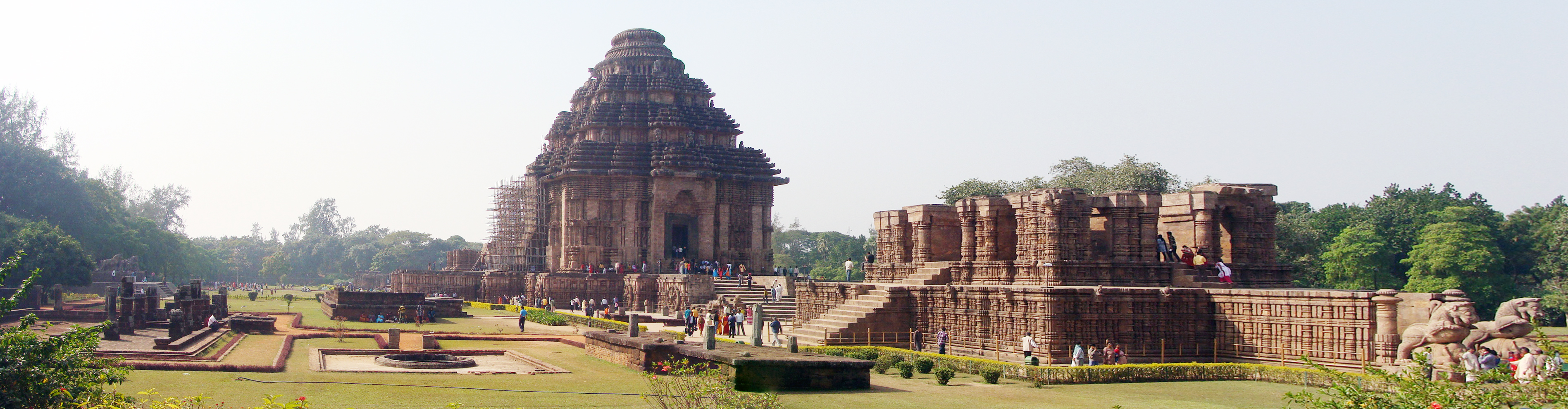
Панорамный вид Храма Солнца в Конарке

Расцвет культа Сурьи пришёлся на начало XI века. Наиболее известным древнейшим святилищем Сурьи являлся разрушенный Храм Солнца в Мультане (Пакистан). В Гуджарате сохранился посвящённый Сурье храм возле Модхера (завершён в 1026 году при царе Бхиме I династии Соланки). В Конараке (Орисса) при Нарасимхе I (1238—1264) из династии Ганга построен храм Сурьи (1240 год). От средневековых храмов сохранились некоторые вайшнавские храмы, в которых Сурье посвящён отдельный зал. При династии Пала, исповедовавшей буддизм и правившей в Восточной Индии, создавались скульптуры с изображением Сурьи, к которому обращались с мольбой отвести болезни и дурные сновидения.

Панорамный вид кунды (храмового пруда) в Храме Солнца в Модхера

## Сурья в астрологии
Учение о Солнце изложено в астрономическом трактате «Сурья-Сиддханта», представляющем классическое руководство для астрономов и астрологов. По преданию, «Сурья-Сиддханта» считается откровением самого бога Сурьи. В астрологии народов Южной Азии Сурью именуют «Рави». В календаре с Сурьей связаны седьмой день светлой половины каждого месяца, а также воскресенье (равивар). Поклоняющиеся Сурье отмечают время перехода Солнца из одного знака зодиака в другой (санкранта). Особенно почитаем праздник макара-санкранта, то есть переход Солнца из знака Стрельца в знак Козерога. У многих народов Южной Азии к этому моменту приурочены особые праздники. В частности, макара-санкранти в Северной Индии и Непале, понгал в Южной Индии, пауша-парвана в Бенгалии, рангали-биху в Ассаме и некоторые другие. Особыми магическими обрядами отмечаются затмения Солнца.
Сурья как божество воскресного дня по астрологическим понятиям исполнен зловещего влияния. Родившиеся под этим знаком, считается, обладают возбуждённой психикой и являются объектом болезней и страданий. Им суждено перенести много потерь, и, чтобы избежать негативных последствий, им следует особо почитать Сурью в течение жизни. В то же время воскресенье считается благоприятным для начала некоторых предприятий, например, строительства дома или торговли.
В традиционном индийском календаре солнечный день — «дйваса» — делится на 60 частей (гхатика), каждая из них равняется 24 минутам.

## Сурья-намаскар

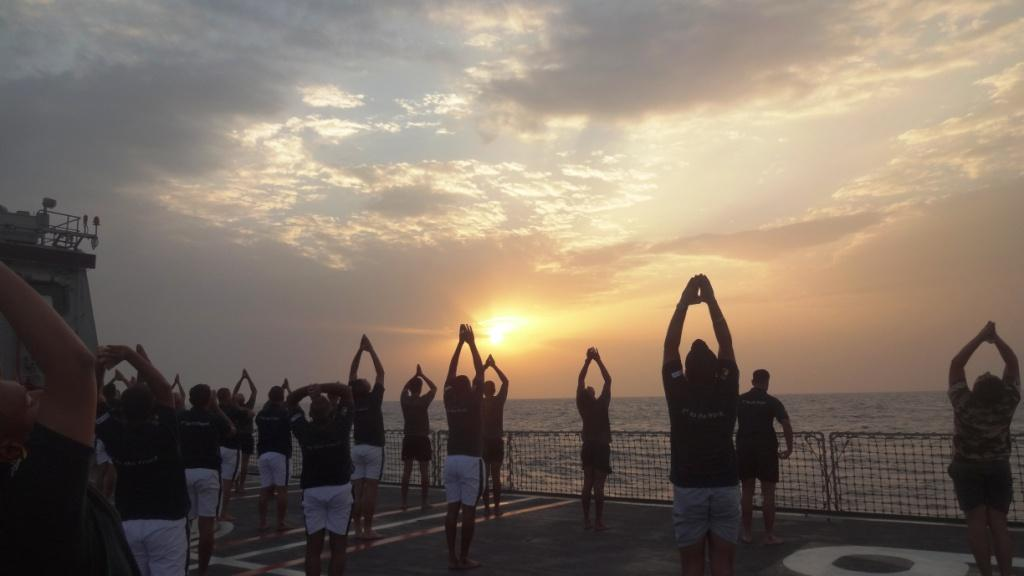
Индийские моряки выполняют Сурья-намаскар на борту военного корабля, 2015 год

Последовательность асан в Сурья-намаскаре

В практике хатха-йоги известен комплекс физических упражнений, получивший название «Сурья Намаскар». Название комплекса упражнений означает «приветствие Солнцу». Считается, что комплекс разработан в конце XIX — начале XX века, он включает как физические, так и духовные аспекты йоги. С одной стороны, упражнения представляют собой серию асан или йогических поз, в которых задействовано несколько частей тела. С другой стороны, «Сурья Намаскар» — это обращение с приветствием к богу солнца для получения его благословения.
В ходе исполнения упражнений практикующий должен повторять 12 мантр в честь Сурьи, называя его разными именами. Асаны синхронизируются с дыханием и повторением мантр. Выполнение Сурья-намаскар обеспечивает не только физическое здоровье, но и развивает навыки, необходимые в йоге: концентрацию и самоосознание. Сурья-намаскар является подготовительной техникой для более сложных йогических практик, таких как пранаяма и медитация. Считается, что его регулярное выполнение устраняет меланхолию и стресс, а также дарит невозмутимость и умиротворение.

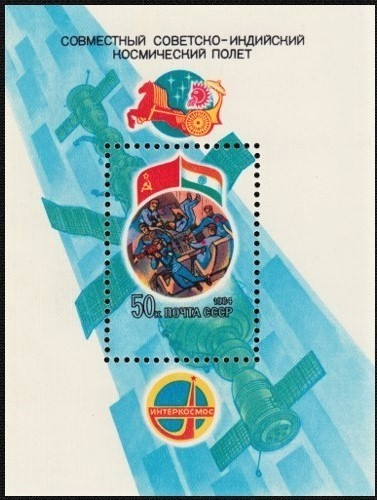
Солнечное божество Сурья в колеснице (вверху) на почтовом блоке СССР 1984 года, посвящённом советско-индийскому космическому полёту

## В филателии
Солнечное божество Сурья в колеснице, запряженной  семёркой лошадей представлено на эмблеме советско-индийского космического полёта. Она, в частности, была изображена на посвящённом полёту почтовом блоке СССР, выпущенном в апреле 1984 года тиражом 1,4 млн экз. (ЦФА [АО «Марка»] № 5494).